# Dory Szamun
Dory (Dori) Kamil Szamun (ur. 8 listopada 1931 w Dajr al-Kamar) – polityk libański, maronita, syn byłego prezydenta Kamila Szamuna. W wyniku śmierci młodszego brata, Dany’ego objął przywództwo w Narodowej Partii Liberalnej-Ahrar, które sprawuje do dzisiaj. Piastował stanowisko przewodniczącego rady miejskiej w Dajr al-Kamar, a obecnie jest członkiem parlamentu libańskiego, wybranym z dystryktu Szuf.